# То што видиш то и јесте
То што видиш то и јесте је десети студијски албум српског рок бенда Електрични оргазам. Oбјављен је 2010. године у издању Дома омладине Београда. Ово је први албум Љубомира Ђукића од албума Како бубањ каже, на којем се појављује клавијатуриста и вокал.
Албум је био дистрибуиран другачије за разлику од претходних издања бенда. Прва два месеца био је доступан само као поклон уз куповину припејд пакета Телеком Србија, мобилног оператера који је коштао двеста динара. Након тога, албум је са алтернативним омотом, као и неколико додатних песама био доступан преко редовне издавачке куће и њених канала дистрибуције.

## Албум
Албум је сниман од јануара 2009. до маја 2010. године. На њему, рок и поп су помешани са елементима хаус музике. Праћен је спотовима за Немаш ником ништа да даш, Ти то можеш, Ближи Сунцу и Мистер министар.

## Списак песама
| №   | Назив                          | Трајање |  |
| 1.  | Немаш ником ништа да даш       |         |  |
| 2.  | Ноћ ме зове                    |         |  |
| 3.  | Ближи сунцу                    |         |  |
| 4.  | Ти то можеш                    |         |  |
| 5.  | Покажи ми (какав је твој град) |         |  |
| 6.  | Никад не знам                  |         |  |
| 7.  | Врати се                       |         |  |
| 8.  | Мистер министар                |         |  |
| 9.  | Где год одем                   |         |  |
| 10. | Да да да да                    |         |  |

## Постава
- Шваба (Зоран Радомировић) — бас
- Паче (Благоје Недељковић) — бубњеви
- Банана (Бранислав Петровић) — гитара, вокал и хармоника [песма 1]
- Гиле (Срђан Гојковић) — вокал и гитара [вах вах]
- Љуба (Љубомир Ђукић) — вокал и клавијатура

## Пријем
Бранимир Локнер је на сајту „Барикада” описао да су песме са албума То што видиш то и јесте вишеслојне, али маниристичке. Нису тешке за слушање, додајући да је бенд био задовољан овим албумом.
„Glas.ba” је писао је бенд био врло пријатан и поприлично неочекиван, али никако разочаравајући. Такође је описао да албум има низ детаља, софистицираних лирских метафора, пуно маште и креативности које нису нимало баналне.